# Ambassade du Honduras en France
L'ambassade du Honduras en France est la représentation diplomatique de la république du Honduras auprès de la République française. Elle est située 8, rue Crevaux dans le 16e arrondissement de Paris, la capitale du pays. Son ambassadeur est, depuis 2023, Luis Alberto Posadas Alfaro.

## Histoire
Dans les années 1900, le consulat général du Honduras en France est installé 51, rue de Clichy (9e arrondissement).
Dans les années 1920, la légation du Honduras est située 34, rue du Colisée (8e arrondissement).

## Liste des ambassadeurs
| Date de nomination | Date de remise des lettres de créance | Date de remise des lettres de créance | Diplomate                   |
| ------------------ | ------------------------------------- | ------------------------------------- | --------------------------- |
|                    | 9 octobre 2002                        | [ JORF 1 ]                            | Mario Carias Zapata         |
|                    | 2010                                  |                                       | Eleonora Ortez Williams     |
|                    | 2015                                  |                                       |                             |
|                    | 10 décembre 2019                      | [ JORF 2 ]                            | Ivonne Bonilla Medina       |
| Vacant 2022-2023   |                                       |                                       |                             |
|                    | 22 septembre 2023                     | [ JORF 3 ]                            | Luis Alberto Posadas Alfaro |